# Dietmar von der Pfordten

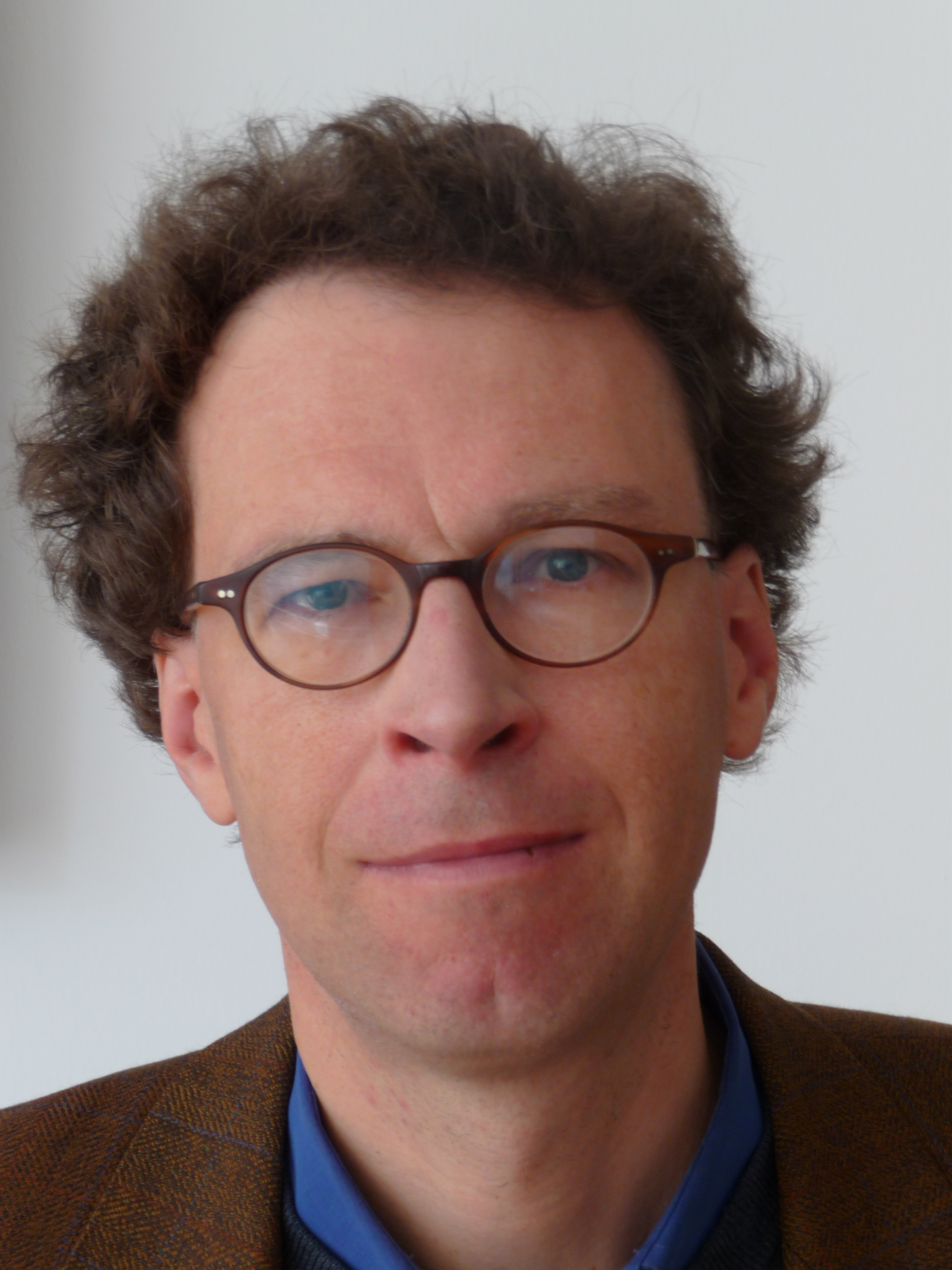
Dietmar von der Pfordten

Dietmar von der Pfordten (* 21. Januar 1964 in München) ist Professor für Rechts- und Sozialphilosophie an der Georg-August-Universität Göttingen.

## Wissenschaftlicher Werdegang
Von der Pfordten studierte ab 1983 Philosophie, Rechtswissenschaften und Politikwissenschaften in München, London und Tübingen. Nach dem ersten juristischen Staatsexamen 1988 war er Wissenschaftlicher Mitarbeiter am Institut für Rechtsphilosophie der Universität München bei Arthur Kaufmann. Im Jahr 1991 wurde er mit der rechtsphilosophisch-metaethischen Arbeit Deskription, Evaluation, Präskription – Trialismus und Trifunktionalismus als sprachliche Basis von Ethik und Recht zum Dr. jur. promoviert. 1993 legte er das zweite juristische Staatsexamen ab.
Ab 1993 war von der Pfordten Wissenschaftlicher Assistent am Philosophischen Seminar der Universität Göttingen bei Julian Nida-Rümelin. Er wurde dort 1994 mit der philosophischen Arbeit zur Naturethik Ökologische Ethik. Zur Rechtfertigung menschlichen Verhaltens gegenüber der Natur zum Dr. phil. promoviert. 1998 folgte die Habilitation für das Fach Philosophie mit der Arbeit Rechtsethik – Zur ethischen Rechtfertigung rechtlicher Normen, ebenfalls an der Universität Göttingen.
Im Jahr 1999 folgte von der Pfordten einem Ruf auf den Lehrstuhl für Rechts- und Sozialphilosophie an die neugegründete Staatswissenschaftliche Fakultät der Universität Erfurt. 2002 nahm er den Ruf an den Lehrstuhl für Rechts- und Sozialphilosophie an der Universität Göttingen an.
Von der Pfordten war unter anderem Gastwissenschaftler an der Harvard University (1996/1997) und an der Columbia University sowie der New York University (2003). Er hat 2006 und 2007 an der European Academy of Legal Theory in Brüssel unterrichtet. Zudem war er Gastprofessor an der Reichsuniversität Groningen (2010/11) und der Universität Cagliari (2011/12).
Seit 2001 ist er Mitglied der Thüringer Akademie der Wissenschaften zu Erfurt und von 2003 bis 2021 war er Mitglied der Beratenden Kommission im Zusammenhang mit der Rückgabe NS-verfolgungsbedingt entzogenen Kulturguts, insbesondere aus jüdischem Besitz („Limbach-Kommission“). Im Jahr 2007 hat er gemeinsam mit Stephen Guest (London) das Holberg-Preis-Kolloquium zu Ehren von Ronald Dworkin organisiert.

## Forschungsschwerpunkte
Die Forschung Dietmar von der Pfordtens hat einen Schwerpunkt in der Praktischen  Philosophie, insbesondere der Rechts- und Sozialphilosophie. In der Ethik hat er sich als Vertreter des „Normativen Individualismus“ einen Namen gemacht. Der Begriff „Normativer Individualismus“ steht für eine normative Ethik, nach der die letzte ethische Rechtfertigung primärer normativer Ordnungen wie Moral und Recht ausschließlich mit Bezug auf alle betroffenen Individuen erfolgen kann. In seinem Buch "Normative Ethik" plädiert er auf dieser Grundlage für einen dritten Weg zwischen Deontologie bzw. Kantianismus und Konsequentialismus bzw. Utilitarismus. Dazu schlägt er fünf Elemente einer adäquaten Normativen Ethik vor: erstens die einzelnen Menschen bzw. Lebewesen als Ausgangspunkt, zweitens ihre Ziele, Wünsche, Bedürfnisse und Strebungen, also ihre Belange, drittens der Bezug dieser Belange auf alle Handlungsteile im weiteren Sinn, nicht nur auf einzelne wie den guten Willen oder die Konsequenzen, viertens die Notwendigkeit einer Abwägung, schließlich fünftens als Kriterium dieser Abwägung die relative Unabhängigkeit der Belange von den Anderen bzw. der Gemeinschaft.
Von der Pfordten hat auf dieser Grundlage des normativen Individualismus viele Arbeiten zur angewandten Ethik bzw. Rechtsethik vorgelegt, etwa zur Abtreibung, zur Naturethik, zur Tierethik, zur Gentechnik, zum Paternalismus, zur Rettungsfolter des Staates, zur Euthanasie, zur Menschenwürde usw. Philosophiehistorisch hat er v. a. zu Kant, aber auch etwa zu Hobbes, Thomas v. Aquin und Wittgenstein gearbeitet. Seine Schriften wurden u. a. ins Persische, Portugiesische und Polnische übersetzt.
In der Rechtsphilosophie plädiert Dietmar von der Pfordten für ein Verständnis des Rechtsbegriffs, für das sowohl die Ziele des Rechts als auch seine Mittel notwendig sind. Das Recht hat – so seine These – als notwendiges Ziel und daher als notwendiges Merkmal seines Begriffs das Ziel der Vermittlung zwischen möglicherweise gegenläufigen, konfligierenden Belangen. Von den Konventionen, der Moral, der Politik und der Religion grenzt sich das Recht durch seine Mittel der Kategorizität, Externalität, Formalität und Immanenz ab.
Ein weiterer Forschungsschwerpunkt liegt auf dem Gebiet der Begriffstheorie, mit einer wesentlichen Anwendung in der Theorie der Rechtsbegriffe und ihrer Bedeutung für das Recht.

## Schriften (Auswahl)

### Monographien
- Deskription, Evaluation, Präskription – Trialismus und Trifunktionalismus als sprachliche Grundlagen von Ethik und Recht. Duncker & Humblot, Berlin 1993.
- Ökologische Ethik. Zur Rechtfertigung menschlichen Verhaltens gegenüber der Natur. Rowohlt, Reinbek bei Hamburg 1996.
- Rechtsethik. C. H. Beck, München 2001; 2. Auflage 2011.
- Menschenwürde, Staat und Recht bei Kant. Fünf Studien. Mentis, Paderborn 2009.
- Normative Ethik. de Gruyter, Berlin 2010.
- Suche nach Einsicht. Zu Aufgabe und Wert der Philosophie. Meiner, Hamburg 2010, ISBN 978-3-7873-2125-4.
- Rechtsphilosophie. Eine Einführung. C. H. Beck, München 2013, ISBN 978-3-406-64484-9.
- Menschenwürde. Beck-Wissen, C.H. Beck, München 2016, ISBN 978-3-406-68837-9.

### Herausgeberschaften
- mit Julian Nida-Rümelin: Ökologische Ethik und Rechtstheorie. Nomos, Baden-Baden 1995.
- mit Annette Brockmöller, Delf Buchwald, Katja Tappe: Ethische und strukturelle Herausforderungen des Rechts (= ARSP Beiheft. Nr. 66). Franz Steiner Verlag, Stuttgart 1997.
- Große Denker Erfurts und der Erfurter Universität. Wallstein, Göttingen 2002.
- Reihe Alber Texte zur Philosophie, Texte zur Rechtsphilosophie. Verlag Karl Alber, Freiburg 2002.
- mit Volker Lipp, Christoph Möllers: Heinrich Heine. Dichter und Jurist in Göttingen. Universitätsverlag Göttingen, Göttingen 2007.
- mit Jaap Hage: Concepts in Law. Springer, Heidelberg 2009.
- mit Okko Behrends, Eva Schumann, Christiane Wendehorst: Elementa iuris. Nomos, Baden-Baden 2009.
- mit Lorenz Kähler: Normativer Individualismus in Ethik, Politik und Recht. Mohr Siebeck, Tübingen 2014, ISBN 978-3-16-153629-8.
- Moralischer Realismus? Zur kohärentistischen Metaethik Julian Nida-Rümelins. Mentis, Münster 2015, ISBN 978-3-95743-023-6.